# Уизерс, Сара Элизабет
Сара Элизабет Уизерс — американская модель и актриса, наиболее известная по роли Саманты в фильме ужасов «Кинотеатр кошмаров» (2018).

## Карьера
Сара решила стать актрисой в возрасте 8 лет, увидев на экране Хилари Дафф. С детства она училась актёрскому мастерству в Американской театральной консерватории, где в своё время училась её мать. Её дебют на экране состоялся в 2015 году в экспериментальном короткометражном фильме режиссёра Агни Радж Сингха «Минолта». Она также окончила Университет Южной Калифорнии, получив диплом бакалавра театральных искусств.
В 2017 году Сара приняла участие в проекте фотографа и кинематографиста Т. Дж. Скотта «В ванне», направленном на борьбу с раком.
С 2018 года она также играет роль Хизер в комедийном сериале «Игра за игрой», который дважды номинировался на премию Young Entertainer Awards. Её роль в альманахе киноужасов «Кинотеатр кошмаров» была отмечена критикой как та, что «идеально передаёт стиль классических героинь слэшеров 80-х».
В 2019 году стало известно, что Сара сыграет одну из главных ролей в фильме «Перекрёсток Кэппса: По ту сторону смерти», где её партнёрами будут Беверли Д’Анджело, Сабина Гадецки и Зак Стейнер.

## Личная жизнь
Любимый фильм Сары — «Нефть».  Она увлекается медитацией, психологией и чтением книг.